# Vaubecourt
Vaubecourt település Franciaországban, Meuse megyében. Lakosainak száma 314 fő (2022. január 1.). Vaubecourt Èvres, Lisle-en-Barrois, Pretz-en-Argonne, Rembercourt-Sommaisne és Seuil-d’Argonne községekkel határos.

## Népesség
A település népessége az elmúlt években az alábbi módon változott:
| Lakosok száma | 280  | 258  | 248  | 290  | 318  | 317  | 314  | 310  | 313  | 314  |
|               | 1968 | 1982 | 1990 | 2006 | 2013 | 2015 | 2017 | 2019 | 2020 | 2022 |